# The Orange Box
The Orange Box — сборник компьютерных игр, выпущенный компанией Valve для Microsoft Windows и Xbox 360 в 2007 году. В последующие годы сборник был также выпущен для PlayStation 3 и — только в виде цифрового набора, распространяемого через Steam — для macOS и Linux. Сборник включал в себя пять игр, разработанных самой Valve и использующих движок Source: Half-Life 2, Half-Life 2: Episode One, Half-Life 2: Episode Two, Portal и Team Fortress 2. Первые две из них (Half-Life 2 и Episode One) ранее выпускались отдельными изданиями, тогда как остальные впервые были выпущены в продажу именно в составе сборника. Версия сборника для Windows предполагала обязательную поддержку сети цифровой дистрибуции Steam, созданной и поддерживаемой Valve: для установки игр пользователи должны были скачать клиент Steam и создать в нём учётную запись.

## The Black Box
Также планировался другой сборник — The Black Box. Он должен был содержать только новые игры (HL2: Episode Two, Portal, Team Fortress 2), но позже был отменён для розничной продажи, и доступен только через Steam для владельцев видеокарты ATI Radeon HD 2900 XT. Они могли получить ваучер на бесплатную копию The Black Box через Steam, которая будет действительна только для владельцев этой видеокарты.
В интервью с сайтом Game Informer, состоявшемся 21 августа 2007 года, директор Valve Гейб Ньюелл рассказал, почему был отменён выпуск Black Box для продаж в розницу:
Из-за неприятия этой идеи со стороны магазинов. Они не хотели ставить на полку более чем одну коробку. В результате мы выбрали такую коробку, купив которую человек получал сразу всё. Через Steam, однако, мы можем более гибко подходить к вопросу формирования наборов.
В качестве своеобразной компенсации те пользователи Steam, которые уже владели Half-Life 2 или Half-Life 2: Episode One на момент приобретения The Orange Box, получили дополнительные цифровые копии этих же самых игр и могли подарить их друзьям из списка друзей в Steam.

## CD с саундтреками
Российское издание The Orange Box содержит CD с саундтреками из Half-Life 2: Episode One и Half-Life 2: Episode Two, за исключением «Crawl Yard».
В 2020 году был переиздан, как и саундтрек всех игр Valve, на лейбле Ipecac.
| - 1. «Vortal Combat» Δ — 03:16 - 2. «Last Legs» Δ — 02:09 - 3. «Eon Trap» Δ — 03:15 - 4. «Sector Sweep» Δ — 02:48 - 5. «Disrupted Original» λ — 01:19 - 6. «Hunting Party» Δ — 03:31 - 7. «Abandoned In Place» Δ — 02:49 - 8. «Darkness at Noon» λ — 00:57 - 9. «Self Destruction» λ — 01:19 - 10. «Guard Down» λ — 01:41 - 11. «What Kind of Hospital Is This?» λ — 03:06 | - 12. «Infraradiant» λ — 04:39 - 13. «Extinction Event Horizon» Δ — 02:06 - 14. «No One Rides For Free» Δ — 01:41 - 15. «Shu’ulathoi» Δ — 02:39 - 16. «Nectarium» Δ — 01:48 - 17. «Combine Advisory» λ — 01:49 - 18. «Decay Mode» λ — 03:08 - 19. «Eine Kleiner Elevatormuzik» λ — 02:02 - 20. «Inhuman Frequency» Δ — 01:51 - 21. «Dark Interval» Δ — 01:37 - 22. «Penultimatum» λ — 01:37 |
| - λ — из Episode One - Δ — из Episode Two | |

## Отзывы
| Сводный рейтинг | Сводный рейтинг | Сводный рейтинг | Сводный рейтинг |
| Издание         | Оценка          | Оценка          | Оценка          |
| Издание         | PC              | PS3             | Xbox 360        |
| --------------- | --------------- | --------------- | --------------- |
| GameRankings    | 95,88 %         | 88,97 %         | 96,36 %         |